# Vi, Sundsvalls kommun
Vi (Alnö-Vi, Alnövi, Vi/Alvik eller Alnö centrum), namnändrat från Alvik 1980, är en tätort på Alnön i Sundsvalls kommun, ca 10 km nordost om centralorten Sundsvall.

## Historia
Med sågverksepoken kom befolkningstillväxten att skjuta i höjden på Alnön och med detta växte den moderna tätorten Vi fram. Även i Vi byggdes sågverk; 1869 grundades Alviks sågverk 1869 och 1876 startades Wii sågverk av grosshandlaren Emil Sandelin.
1964 fick ön fast förbindelse med fastlandet genom Alnöbron som börjar alldeles norr om Vi centrum. Bron var Sveriges längsta fram till 1972 då Ölandsbron (6 072 m) invigdes.

### Sågverksminnet
I Vi centrum står arbetarmonumentet "Sågverksminnet". Monumentet, som är skapat av Aston Forsberg invigdes 1985 och är gjort i koppar. På sockelns framsida står verkets namn och på de övriga tre sidorna texten ”Solidaritet och med socialt ansvar kämpade sågverksepokens kvinnor och män för ett rättvisare samhälle”. På dess sidor finns illustrationer med sågverksarbetare och namn på olika sågverk.

### Etymologi
Namnet Vi kan komma av betydelsen "helig plats" eller "offerplats".

### Administrativa tillhörigheter
Vi var förr en by i Alnö socken som efter kommunreformen 1862  ingick i Alnö landskommun. 1 januari 1965 uppgick landskommunen i Sundsvalls stad vilken 1971 ombildades till Sundsvalls kommun.
I kyrkligt hänseende har orten alltid hört till Alnö församling.
Orten ingick till 1925 i Sköns tingslag, därefter till 1936 i Njurunda, Sköns och Ljustorps tingslag, sedan till 1965 i Medelpads östra domsagas tingslag och slutligen till 1971 i Medelpads domsagas tingslag. Från 1971 till 1972 ingick orten i Medelpads domsaga och orten ingår sedan 1972 i Sundsvalls domsaga.

### Befolkningsutveckling
| Befolkningsutvecklingen i Vi/Alvik 1960–2020 | Befolkningsutvecklingen i Vi/Alvik 1960–2020 | Befolkningsutvecklingen i Vi/Alvik 1960–2020 | Befolkningsutvecklingen i Vi/Alvik 1960–2020 | Befolkningsutvecklingen i Vi/Alvik 1960–2020 |
| --- | -------------------------------------------- | -------------------------------------------- | -------------------------------------------- | -------------------------------------------- |
| |                                              |                                              |                                              |                                              |
| År |                                              |                                              | Folkmängd                                    | Areal (ha)                                   |
| 1960 | 1960                                         |                                              | 1 869                                        |                                              |
| 1965 | 1965                                         |                                              | 2 518                                        |                                              |
| 1970 | 1970                                         |                                              | 2 768                                        |                                              |
| 1975 | 1975                                         |                                              | 4 821                                        |                                              |
| 1980 | 1980                                         |                                              | 5 369                                        |                                              |
| 1990 | 1990                                         |                                              | 5 178                                        | 374                                          |
| 1995 | 1995                                         |                                              | 4 914                                        | 332                                          |
| 2000 | 2000                                         |                                              | 4 737                                        | 332                                          |
| 2005 | 2005                                         |                                              | 4 757                                        | 345                                          |
| 2010 | 2010                                         |                                              | 4 997                                        | 344                                          |
| 2015 | 2015                                         |                                              | 5 841                                        | 629                                          |
| 2020 | 2020                                         |                                              | 6 876                                        | 874                                          |
| Anm.: Sammanvuxen med Gustavsberg 1975. Namnändring 1980 från Alvik till Vi. Gustavsberg utbruten 1995. Åter sammanvuxen med Gustavsberg 2015, samtidigt namnändrat i SCB:s statistik till Vi/Alvik. Sammanvuxen med Ankarsvik 2020 |                                              |                                              |                                              |                                              |

## Samhället
I Vi, som utgör öns centrum, finns två skolor och även ett antal affärer. I och med att Alnöbron byggdes blev orten attraktiv för bosättning av personer som pendlar med arbetsplatser främst i Sundsvall en dryg mil bort.

## Kommunikationer

### Vägnät
Genom länsväg 622 och Alnöbron har Vi anslutning till Sundsvall och E4 vid Trafikplats Gärde och på Aĺnö ansluter länsväg 665 som i stort omsluter hela ön.

### Flygtrafik

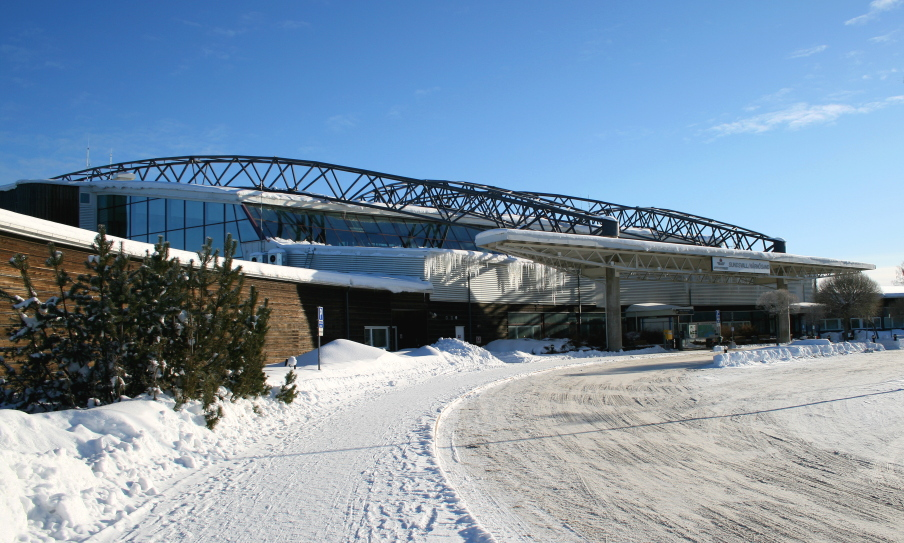
Terminalen på Sundsvall-Härnösands flygplats

Ortens närmsta flygplats är Sundsvall-Timrå Airport, "Midlanda", som ligger cirka 20 km bort i Timrå kommun. Flygplatsen invigdes 22 juli 1944 och har reguljär flygtrafik till och från Göteborg, Luleå, Stockholm Arlanda, Stockholm Bromma och sommartid även till Visby. Efter ett par års frånvaro återkom charterflygen och har sedan blivit populärt. Flygplatsen ägs och drivs idag av Sundsvalls och Timrå kommuner.

### Kollektivtrafik
Förr fick man ta en roddfärja för att ta sig till fastlandet. 1903 började en ångfärja gå mellan hamnen i Vi och Johannedal, vilket gatunamnet Färjevägen än idag minner om. Färjetrafiken lades ned efter Alnöbrons invigning 1964 och möjliggjorde för busstrafik hela vägen mellan Sundsvall och Alnön.
Idag består kollektivtrafiken av busslinjer, där samtliga linjer som trafikerar Alnön utgår från tätorten Vi. Stadsbusslinje 1 (1A under bygget av bron Dubbelkrum över Sundsvallsfjärden) utgår från Ögården i södra delen av tätorten och går via Vi centrum och Alnöbron in till Navet i Sundsvall. Busslinjerna som går runt södra och norra Alnön utgår från Vi centrum.